# Highland Daytona Racing
Highland Daytona Racing LLC ist ein US-amerikanisches Unternehmen im Bereich von Automobilen.

## Unternehmensgeschichte
Das Unternehmen wurde 1998 in Shepherd in Montana gegründet. Eine zweite Quelle bestätigt den Ort. Die Produktion von Automobilen begann. Der Markenname lautete HDR. Später zog das Unternehmen nach Powell in Wyoming. Am 18. Mai 2006 wurde es in Center Valley in Pennsylvania neu registriert. Andere Quellen geben davon abweichend Breinigsville bzw. Allentown in Pennsylvania an. Die Person Rick Ellis wird genannt.
Das Unternehmen gilt noch als existent. Allerdings funktioniert die Internetseite seit Jahren nicht mehr. Zwei Internetseiten listen HDR als ehemalige Marke auf.

## Fahrzeuge
Im Angebot standen Nachbildungen des AC Cobra. Der Roadster bot Platz für zwei Personen. Außerdem gab es ein Coupé auf dieser Basis. Ein Motor von Ford trieb die Fahrzeuge an. Der stärkste Motor leistete 450 PS. Das Coupé war bei 2286 mm Radstand 3937 mm lang, 1816 mm breit und 1118 mm hoch.